# Kácov (zámek)
Kácov je barokní zámek ve stejnojmenném městysu. Byl vystavěn na místě někdejší tvrze z poloviny 15. století a do dnešní podoby ho podle plánů svého dvorního architekta Václava Špačka nechala v 18. století přestavět kněžna Anna Marie Františka Toskánská. Zámek je chráněn jako kulturní památka.
Zámecký komplex tvoří kromě zámku také farní kostel a poplužní dvůr. Doplňuje ho funkční, 60 metrů dlouhá spojovací chodba mezi zámkem a kostelem.

## Historie

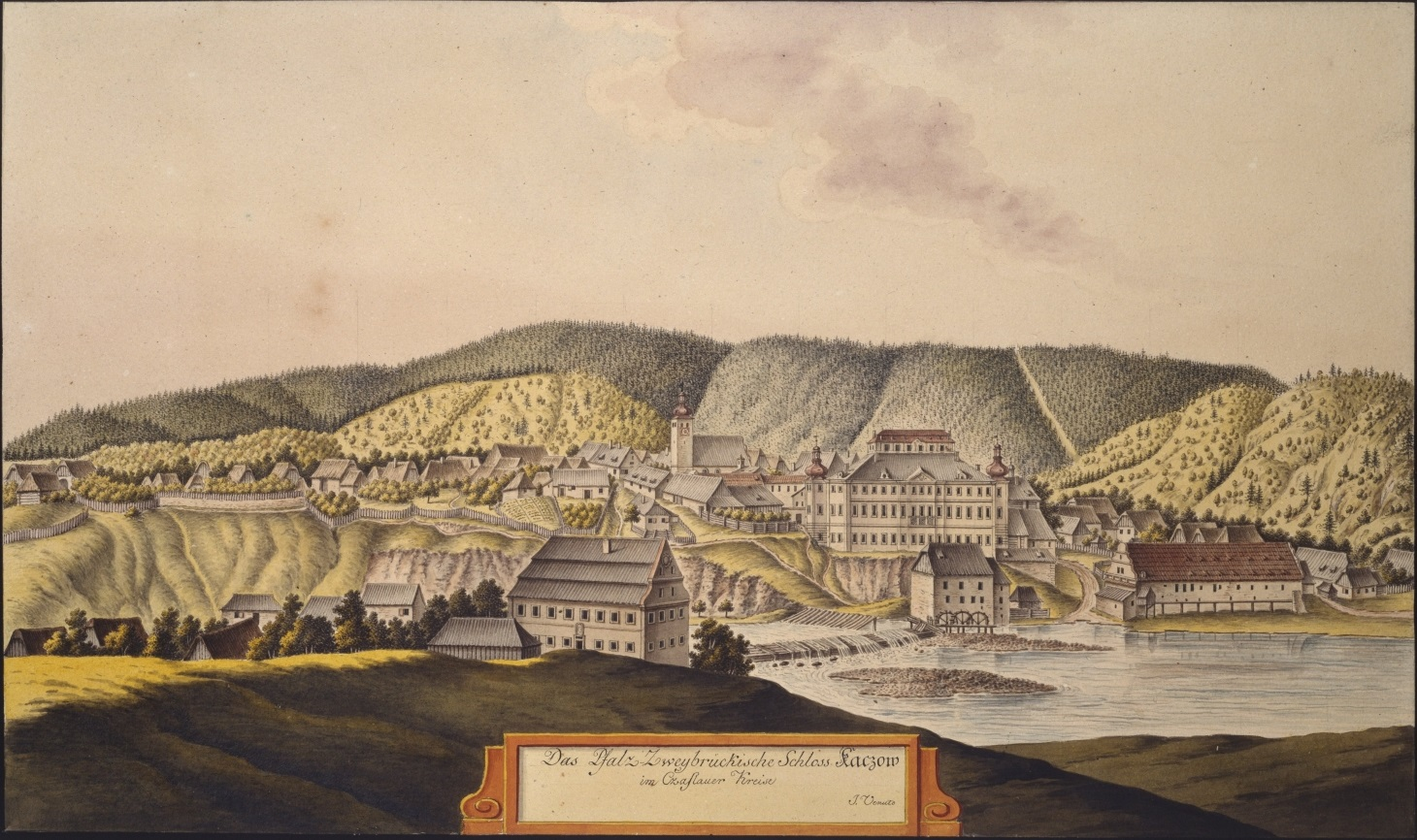
Nejstarší vyobrazení zámku na akvarelu Jana Venuta

V roce 1635 zakoupila tvrz Benigna Kateřina z Lobkovic (1594–1653), která ji nechala opravit a rozšířit. Byl tak vybudován jednopatrový barokní zámek, který měl kamenné pouze přízemí, první patro bylo dřevěné.
V roce 1726 zámek koupila kněžna Anna Marie Františka Toskánská (1672–1741). V následujících šesti letech nechala svého architekta Václava Špačka zpustlou stavbu zásadně přestavět ve stylu barokního severoitalského šlechtického sídla. Z původního goticko-renesančního sídla zůstala značná část stavby ukryta v barokním tělese. Pod barokní fasádou se ukrývají původní renesanční sgrafita. Rozbory barokní architektury v Čechách uvádějí, že dispozice zámku s převýšenou střední halou osvětlovanou okny ve střešním nástavci se nejvíce podobala jednomu z typů klášterních konventů 17. století.
V roce 1918 zámek připadl státu. Byla v něm umístěna správa státních lesů a zaměstnanecké byty, kvůli kterým proběhly některé necitlivé adaptace původních prostor.
V roce 2003 horní část zámku poškodil požár. O pět let později se stal majetkem Kácova. V roce 2012 byla objevena zámecká kaple, která byla zazděna v 50. letech při přestavbě na byt.
V roce 2017 byl do katastru nemovitostí zapsán nový soukromý majitel zámku. Od roku 2018 probíhá rozsáhlá rekonstrukce zámku.